# Coenagrion resolutum
Coenagrion resolutum är en trollsländeart som först beskrevs av Hagen in Selys 1876.  Coenagrion resolutum ingår i släktet blå flicksländor, och familjen sommarflicksländor. IUCN kategoriserar arten globalt som livskraftig. Inga underarter finns listade i Catalogue of Life.

## Bildgalleri

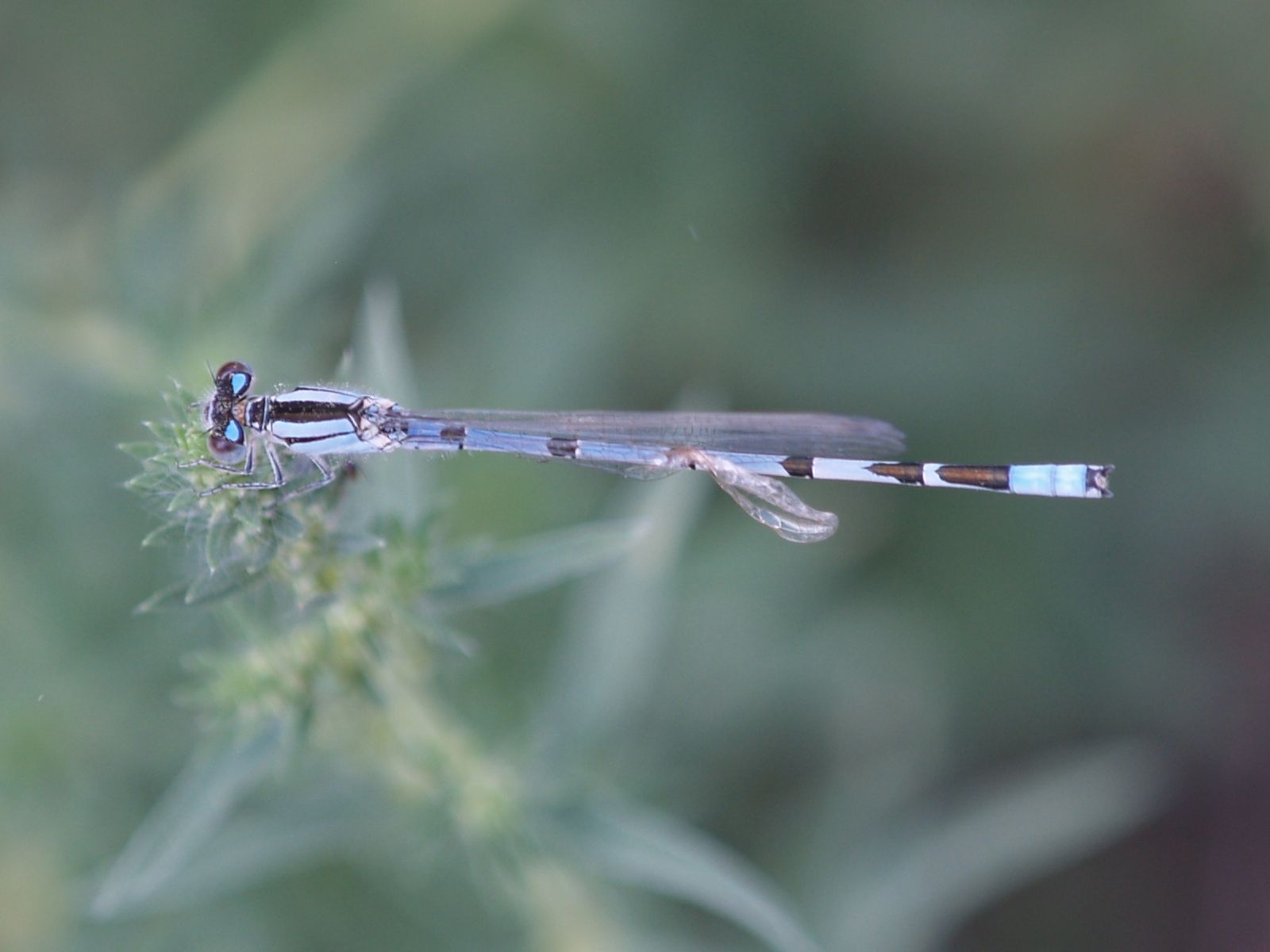